# Ialoveni
Ialoveni (phát âm tiếng Romania: [jaloˈvenʲ]) là thành phố thuộc huyện Ialoveni, Moldova. Tính đến ngày 12 tháng 5 năm 2014, dân số ước tính thành phố là 12.515 người và mật độ dân số là 400 người/km2. Tổng diện tích thành phố là 31,60 km2.